# Stir fry
Stir fry er en kinesisk madlavningsteknik, hvori ingredienserne steges i en lille mængde meget varm olie, mens de omrøres eller kastes i en wok. Teknikken stammer fra Kina og har i de seneste århundreder spredt sig til andre dele af Asien og Vesten.